# یواس‌اس ماتاپونی (ای‌او-۴۱)
یواس‌اس ماتاپونی (ای‌او-۴۱) (به انگلیسی: USS Mattaponi (AO-41)) یک کشتی بود که طول آن ۵۲۰ فوت (۱۶۰ متر) بود. این کشتی در سال ۱۹۴۲ ساخته شد.